# Myotomys
Myotomys es un género de roedores miomorfos de la familia Muridae. Se distribuyen por el sur de África.

## Especies
Se reconocen las siguientes especies:
- Myotomys sloggetti Thomas, 1902
- Myotomys unisulcatus F. Cuvier, 1829